# Szczomyślica
Szczomyślica, Szczomyślnica (biał. Шчомысліца, ros. Щёмыслица) – agromiasteczko na Białorusi, w obwodzie mińskim, w rejonie mińskim, w sielsowiecie Szczomyślica. Od północnego wschodu sąsiaduje z Mińskiem.
Znajduje się tu stacja kolejowa Pamysliszcza będąca węzłem pomiędzy linią moskiewsko-brzeską a kolejową obwodnicą Mińska.
W czasach Rzeczypospolitej ziemie te leżały w województwie mińskim. Odpadły od Polski w wyniku II rozbioru. W granicach Rosji wieś należała do ujezdu mińskiego w guberni mińskiej. Ponownie pod polską administracją w latach 1919–1920 w okręgu mińskim Zarządu Cywilnego Ziem Wschodnich.